# Condition aux limites
Pour les articles homonymes, voir condition.
En mathématiques, une condition aux limites est une contrainte sur les valeurs que prennent les solutions des équations aux dérivées ordinaires et des équations aux dérivées partielles sur une frontière.
Il existe un grand nombre de conditions aux limites possibles, en fonction de la formulation du problème, du nombre de variables en jeu, et (de manière plus importante) de la nature de l'équation.
Les conditions imposées au temps {\displaystyle \displaystyle t=0} sont appelées conditions initiales. On peut aussi imposer des conditions aux limites, par exemple, dans la limite pour {\displaystyle t\rightarrow +\infty }.
Dans l'exemple physique d'une corde vibrante attachée aux deux extrémités, la condition aux limites prend la forme :
« quel que soit le temps t, le déplacement des points extrémaux est nul ».
Les conditions aux limites de Dirichlet et de Neumann sont utilisées pour les équations différentielles partielles elliptiques, telles que l'équation de Helmholtz.
Il existe d'autres types de conditions aux limites, telles la condition aux limites de Robin (aussi appelée de Fourier, d'impédance ou troisième condition), la condition aux limites mêlée (ou mixte), ou la condition aux limites dynamique.